# Розін (Кентуккі)
Розін (англ. Rosine) — переписна місцевість (CDP) в США, в окрузі Огайо штату Кентуккі. Населення — 110 осіб (2020).

## Географія
Розін розташований за координатами 37°27′18″ пн. ш. 86°44′11″ зх. д. / 37.45500° пн. ш. 86.73639° зх. д. (37.454984, -86.736351).  За даними Бюро перепису населення США в 2010 році переписна місцевість мала площу 1,25 км², з яких 1,25 км² — суходіл та 0,00 км² — водойми.

## Демографія
Згідно з переписом 2010 року, у переписній місцевості мешкало 113 осіб у 52 домогосподарствах у складі 35 родин. Густота населення становила 90 осіб/км².  Було 63 помешкання (50/км²).
Расовий склад населення:
| - 98,2 % — білих |

До двох чи більше рас належало 1,8 %. Частка іспаномовних становила 0,0 % від усіх жителів.
За віковим діапазоном населення розподілялося таким чином: 10,6 % — особи молодші 18 років, 72,6 % — особи у віці 18—64 років, 16,8 % — особи у віці 65 років та старші. Медіана віку мешканця становила 49,3 року. На 100 осіб жіночої статі у переписній місцевості припадало 94,8 чоловіків;  на 100 жінок у віці від 18 років та старших — 94,2 чоловіків також старших 18 років.
Цивільне працевлаштоване населення становило 0 осіб. 